# پارتوتوویتسه
پارتوتوویتسه (به چکی: Partutovice) یک منطقهٔ مسکونی در جمهوری چک است که در ناحیه پرروف واقع شده‌است. پارتوتوویتسه ۱۰٫۰۵ کیلومتر مربع مساحت و ۵۱۰ نفر جمعیت دارد و ۴۱۰ متر بالاتر از سطح دریا واقع شده‌است.